# Route 23 (Manitoba)
La Route 23 (PTH 23) est une importante route provinciale du sud du Manitoba. Elle relie la route 21 près de Hartney à la route 59 à La Rochelle. Sur son trajet, la route passe par Elgin, Ninette, Baldur, Miami, Lowe Farm et Morris.

## Description du tracé

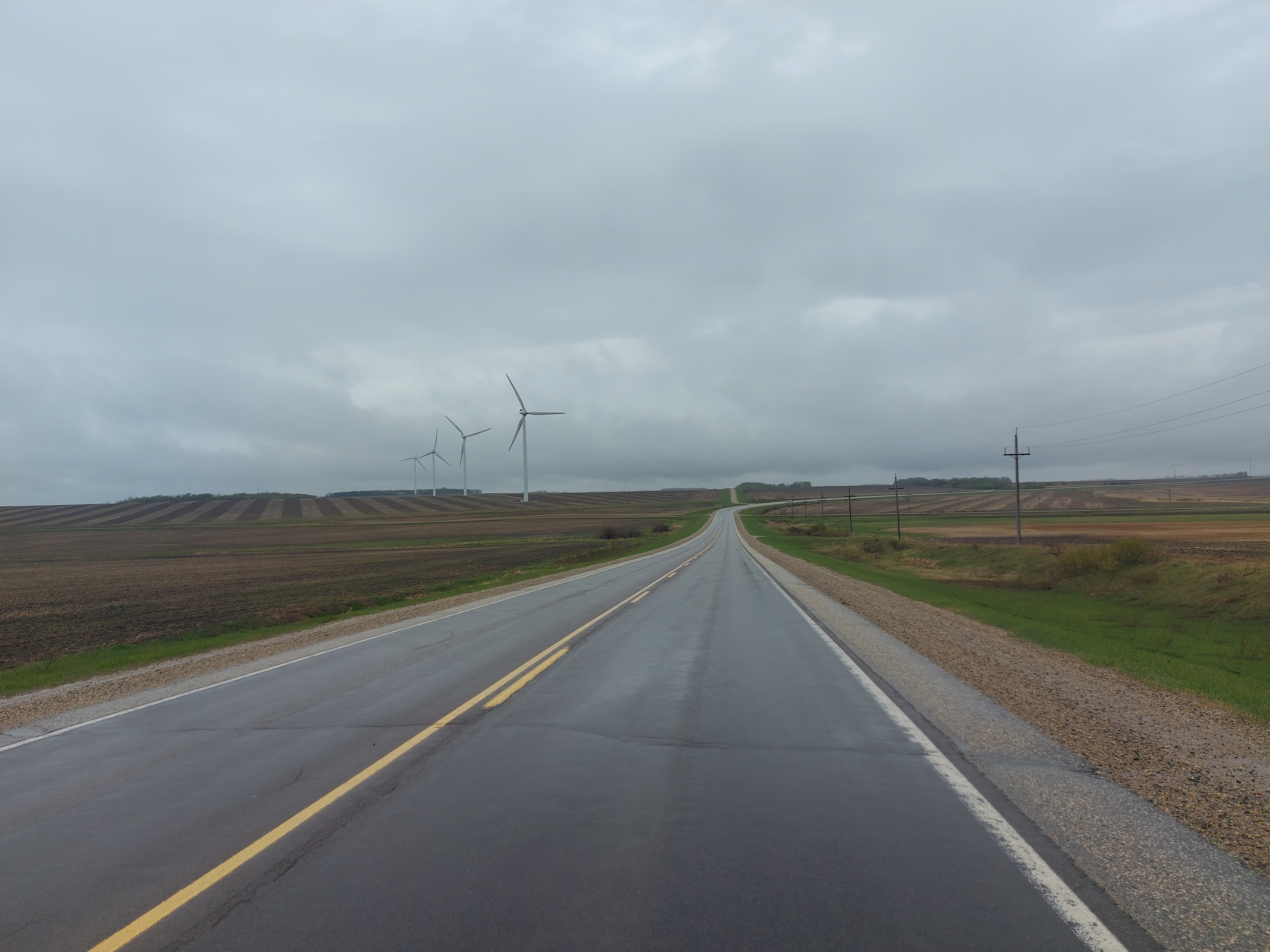
PTH-23 près de la PR 242

La route 23 débute à une intersection avec la route 21 près de Hartney. La route se dirige vers l'est et traverse Elgin en empruntant Main Street. Elle croise la route 22 à la sortie d'Elgin et continue son trajet vers l'est. Elle passe près de Fairfax et rencontre la route 10, avec laquelle elle forme un multiplex vers le sud jusqu'à Minto. Là, les routes se séparent et la route 23 reprend la direction est.
La route 23 passe par le sud de Margaret et traverse Ninette, où elle forme un multiplex avec la route 18. Après que les routes se soient séparées, la route 23 continue vers l'est en se rendant à Baldur, près d'où elle rencontre la route 5.
La route continue de traverser le sud de la province en passant par plusieurs petites communautés rurales. Elle passe par Swan Lake, Miami, Lowe Farm et Morris, où elle rencontre la route 75. Les routes forment un court multiplex dans la ville avant que la route 23 ne reprenne la direction est. Elle traverse la rivière Rouge et, plus loin, atteint La Rochelle, où elle prend fin alors qu'elle rencontre la route 59,.

## Intersections majeures
| Division                | Ville       | km     | Destinations                                   | Notes                                      |
| ----------------------- | ----------- | ------ | ---------------------------------------------- | ------------------------------------------ |
| No. 5                   |             | 0,00   | PTH-21 – Hartney, Deloraine                    |                                            |
| No. 5                   | Elgin       | 18,00  | PR 448 sud                                     | Terminus nord de la PR 448                 |
| No. 5                   |             | 20,00  | PTH-22 nord – Souris                           | Terminus sud de la PTH-22                  |
| No. 5                   |             | 28,00  | PR 444 sud – Fairfax                           | Terminus nord de la PR 444                 |
| No. 5                   |             | 36,00  | PTH-10 nord (John Bracken Highway) – Brandon   | Terminus ouest du multiplex avec la PTH-10 |
| No. 5                   | Minto       | 41,00  | PTH-10 sud (John Bracken Highway) – Boissevain | Terminus est du multiplex avec la PTH-10   |
| No. 5                   |             | 53,00  | PR 346 – Margaret, Ninga                       |                                            |
| No. 5                   |             | 68,00  | PTH-18 sud – Killarney                         | Terminus ouest du multiplex avec la PTH-18 |
| No. 5                   | Ninette     | 71,00  | PTH-18 nord – Wawanesa                         | Terminus est du multiplex avec la PTH-18   |
| No. 5                   |             | 87,00  | PR 458 sud – Pleasant Valley                   | Terminus nord de la PR 458                 |
| No. 4                   |             | 97,00  | PTH-5 (Parks Route) – Glenboro, Cartwright     |                                            |
| No. 4                   | Greenway    | 113,00 | PR 342 – Cypress River, Glenora                |                                            |
| No. 4                   |             | 120,00 | PR 440 sud – Pilot Mound                       | Terminus nord de la PR 440                 |
| No. 4                   |             | 126,00 | PR 532 nord – Saint-Alphonse                   | Terminus sud de la PR 532                  |
| No. 4                   | Swan Lake   | 138,00 | PTH-34 – Holland, Pilot Mound                  |                                            |
| No. 4                   |             | 151,00 | PR 242 – Somerset, La Rivière                  |                                            |
| No. 4                   |             | 159,00 | PR 244 – Notre-Dame-de-Lourdes, Manitou        |                                            |
| No. 3                   |             | 174,00 | PR 240 sud – Darlingford                       | Terminus ouest du multiplex avec la PR 240 |
| No. 3                   |             | 176,00 | PR 240 nord – Roseisle                         | Terminus est du multiplex avec la PR 240   |
| No. 3                   | Miami       | 181,00 | PR 338 nord – Stephenfield                     | Terminus sud de la PR 338                  |
| No. 3                   |             | 191,00 | PR 432 sud – Rosebank, Morden                  | Terminus nord de la PR 432                 |
| No. 3                   | Jordan      | 199,00 | PTH-3 – Carman, Winkler, Morden                |                                            |
| No. 3                   | Roland      | 205,00 | PR 428 sud – Winkler                           | Terminus nord de la PR 428                 |
| No. 3                   |             | 218,00 | PR 306 sud – Plum Coulee                       | Terminus nord de la PR 306                 |
| No. 3                   |             | 222,00 | PR 336 nord – Sperling                         | Terminus sud de la PR 336                  |
| No. 3                   | Lowe Farm   | 230,00 | PR 332 nord – Brunkild                         | Terminus ouest du multiplex avec la PR 332 |
| No. 3                   |             | 234,00 | PR 332 sud – Rosenfeld                         | Terminus est du multiplex avec la PR 332   |
| No. 3                   |             | 240,00 | PR 422 nord (Meridian Road) – Rosenort         | Terminus sud de la PR 336                  |
| No. 3                   | Morris      | 246,00 | PTH-75 nord (Main Street) – Winnipeg           | Terminus ouest du multiplex avec la PTH-75 |
| No. 3                   | Morris      | 247,00 | PTH-75 sud (Main Street) – Emerson             | Terminus est du multiplex avec la PTH-75   |
| No. 3                   |             | 248,00 | Traverse la rivière Rouge                      | Traverse la rivière Rouge                  |
| No. 3                   |             | 252,00 | PR 246 (St. Mary's Road) – Aubigny             |                                            |
| No. 2                   |             | 263,00 | PR 200 – Saint-Adolphe, Dominion City          |                                            |
| No. 2                   | La Rochelle | 276,00 | PTH-59 – Saint-Pierre-Jolys, Saint-Malo        |                                            |
| - Terminus de multiplex |             |        |                                                |                                            |